# Enzo Traverso

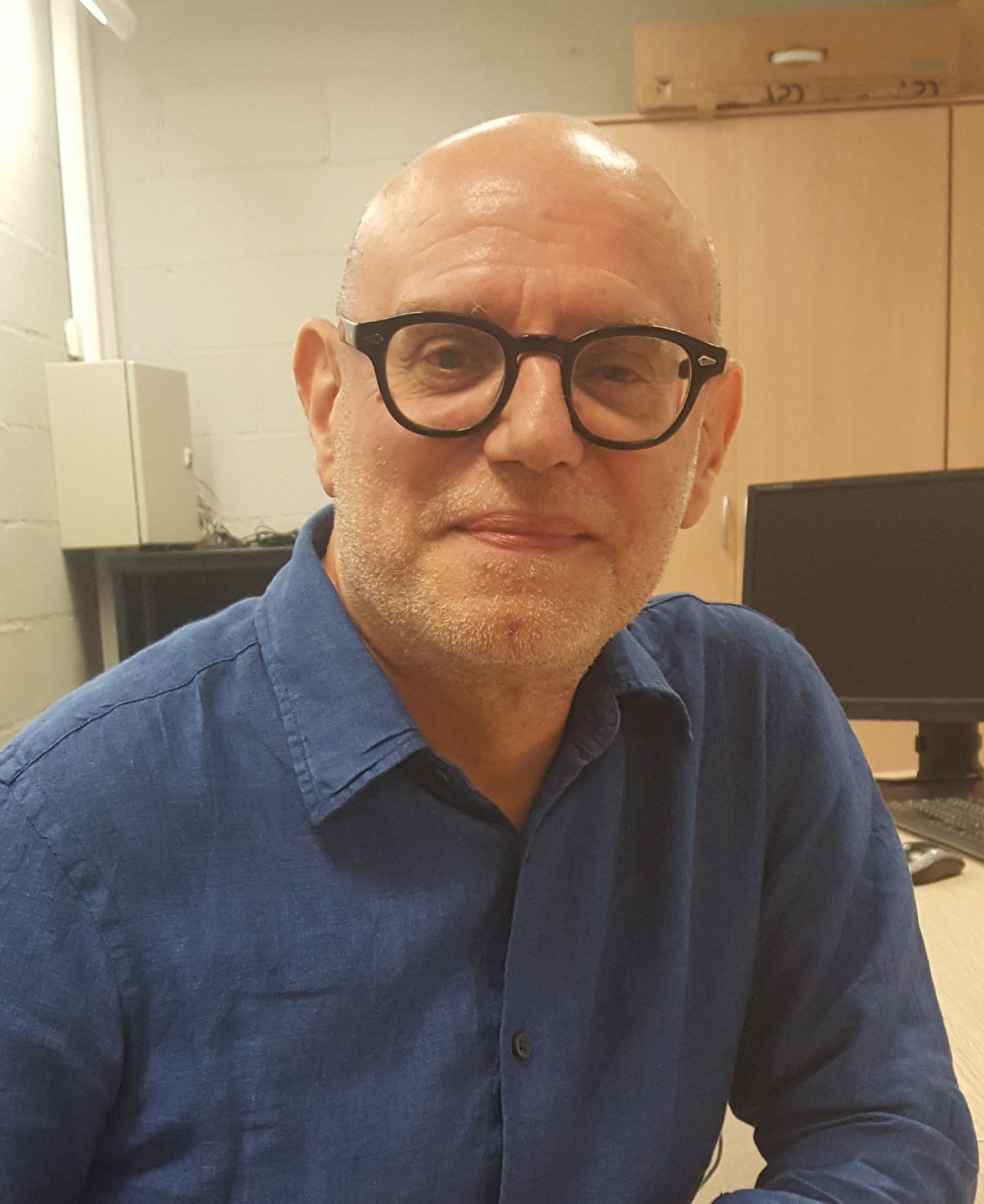
Enzo Traverso (2019)

Enzo Traverso (* 14. Oktober 1957 in Gavi, Piemont) ist ein italienischer Historiker und Journalist, der seit den 1980er Jahren in Paris lebt und arbeitet. Er unterrichtet als Professor für Politische Wissenschaften und Zeitgeschichte an der Cornell University in Ithaka, N.Y., USA, ehemals an der Universität der Picardie in Amiens und an der École des Hautes Études en Sciences Sociales in Paris.

## Leben
Der Autor zentraler Werke über Auschwitz und Moderne, Exil, die Intellektuellen und den Holocaust sowie über Paul Celan, Theodor W. Adorno, Walter Benjamin, Siegfried Kracauer u. a. ist zugleich Mitarbeiter im Verlags-Kollektiv la fabrique.
In Deutschland ist Enzo Traverso nicht nur durch seine aktuellen Werke bekannt, sondern auch durch seine Vorträge bei der jour fixe initiative berlin (1998–2005), auf deren Veranstaltungen neuere Thesen vor dem Hintergrund der Fragestellung nach der Bedeutung von Auschwitz für eine Gesellschaftskritik heute öffentlich diskutiert werden. Im Sommersemester 2009 war Enzo Traverso Gastdozent am Frankreich-Zentrum der FU Berlin.
Enzo Traverso war Mitglied der trotzkistischen Ligue communiste révolutionnaire (LCR) und Autor in deren Publikationen Rouge und Critique Communiste.

## Werke (Auswahl)

### Als Autor
Monographien
- Les marxistes et la question juive. Histoire d’un débat, 1843–1943. Brèche-Pec, Montreuil 1990, ISBN 2-902524-80-3.
  - Übersetzung: Die Marxisten und die jüdische Frage. Geschichte einer Debatte (1843–1943) (= Jüdische Studien. Bd. 1). Decaton Mainz 1995, ISBN 3-929455-08-0.
- Les juifs et l’Allemagne. De la „symbiose judéo-allemande“ à la mémoire d’Auschwitz. La Découverte, Paris 1992, ISBN 2-7071-2153-3.
  - Übersetzung: Die Juden und Deutschland. Auschwitz und die „jüdisch-deutsche Symbiose“ (= Basis-Druck. Bd. 12). Basisdruck, Berlin 1992, ISBN 3-86163-056-7.
- Pour une critique de la barbarie moderne. Écrits sur l’histoire des Juifs et de l’antisémitisme. Page deux, Lausanne 1996; 2., verbesserte Auflage 1997, ISBN 2-940189-02-1.
- L’Histoire déchirée. Essai sur Auschwitz et les intellectuels. Cerf, Paris 1997, ISBN 2-204-05562-X (darin: Paul Celan et la poésie de la destruction).
  - Übersetzung: Auschwitz denken. Die Intellektuellen und die Shoah. Übersetzt von Helmut Dahmer. Hamburger Edition, Hamburg 2000, ISBN 3-930908-57-3.
- Nach Auschwitz. Die Linke und die Aufarbeitung des NS-Völkermords. Übersetzt von Paul B. Kleiser und Ulla Varchmin. ISP, Köln 2000, ISBN 3-929008-22-X.
- La violence nazie. Une généalogie européenne. La Fabrique, Paris 2002, ISBN 2-913372-14-7.
  - Übersetzung: Moderne und Gewalt. Eine europäische Genealogie des Nazi-Terrors. Übersetzt von Paul B. Kleiser. ISP, Köln 2003, ISBN 3-89900-106-0.
- A feu et à sang. De la guerre civile européenne 1914–1945. Stock, Paris 2007, ISBN 978-2-234-05918-4.
  - Im Bann der Gewalt. Der europäische Bürgerkrieg 1914–1945. Übersetzt von Michael Beyer. Siedler, München 2008, ISBN 3-88680-885-8.
- Gebrauchsanleitungen für die Vergangenheit. Geschichte, Erinnerung, Politik. Unrast, Münster 2007, ISBN 978-3-89771-470-0.
- L’histoire comme champ de bataille. Interpréter les violences du XXe siècle. La Découverte, Paris 2012, ISBN 978-2-7071-7151-1.
  - Übersetzung: Geschichte als Schlachtfeld. Zur Interpretation der Gewalt im 20. Jahrhundert. Übersetzt von Paul B. Kleiser und Ulla Varchmin. ISP, Köln 2014, ISBN 978-3-89900-143-3.
- La fin de la modernité juive. Histoire d’un tournant conservateur. La Découverte, Paris 2013, ISBN 978-2-7071-7546-5.
  - Übersetzung: Das Ende der jüdischen Moderne. Geschichte einer konservativen Wende. Übersetzt von Roland Horst. Laika Verlag, Hamburg 2017, ISBN 978-3-944233-59-8.
- Die neuen Gesichter des Faschismus. Postfaschismus, Identitätspolitik, Antisemitismus und Islamophobie. Gespräche mit Régis Meyran, übersetzt von Paul B. Kleiser. Mit einem Beitrag von Stephan Lessenich zur AfD, Neuer ISP Verlag, Köln 2019, ISBN 978-3-89900-153-2.
- Linke Melancholie. Über die Stärke einer verborgenen Tradition. Aus dem Französischen von Elfriede Müller, Unrast Verlag, Münster 2019, ISBN 978-3-89771-265-2,
- Revolution. An Intellectual History. Verso, London 2021, ISBN 978-1-83976-333-5.
- Gaza im Auge der Geschichte, Wirklichkeit Books, Berlin 2024, ISBN 978-3-948200190; erschienen im Original als: Gaza devant l'histoire, Lux Éditeur, 2024.

Aufsätze
- L’émigration des juifs allemands dans l’Italie fasciste. A propos d’un livre de Klaus Voigt. In: Bulletin trimestriel de la Fondation Auschwitz, Bd. 31 (1992), S. 83–93, ISSN 0772-652X
- Intellectuel à Auschwitz. Notes sur Jean Améry et Primo Levi. In: Bulletin trimestriel de la Fondation Auschwitz, Bd. 36 (1993), S. 97–111, ISSN 0772-652X
- Les juifs et la culture allemande. Le problème des générations intellectuelles. In: Revue germanique internationale, Bd. 5 (1996), S. 15–30, ISSN 1253-7837
- zusammen mit Michael Löwy: Der marxistische Ansatz in der nationalen Frage. Eine Kritik an der Interpretation von Ephraim Nimni. In: Michael Löwy: Internationalismus und Nationalismus. Kritische Essays zu Marxismus und „nationaler Frage“. ISP, Köln 1999, S. 25–44, ISBN 3-929008-26-2.
- Sozialismus und Nation. Eine marxistische Kontroverse. In: Michael Löwy: Internationalismus und Nationalismus. Kritische Essays zu Marxismus und „nationaler Frage“. ISP, Köln 1999, S. 143–161, ISBN 3-929008-26-2.
- Rationalität und Barbarei. In: Mittelweg 36. Zeitschrift des HIS, Bd. 9 (2000), Heft 2, S. 65–82, ISSN 0941-6382
- To brush against the grain. The Holocaust and German-Jewish culture in exile. In: Totalitarian movements and political religions, Bd. 5 (2004), S. 243–270, ISSN 1469-0764
- Eine Freundschaft im Exil. Der Briefwechsel zwischen Adorno und Benjamin. In: jour fixe initiative berlin (Hrsg.): Fluchtlinien des Exils. Unrast, Münster 2004, S. 55–88, ISBN 3-89771-431-0.

Vorworte
- Esther Cohen: Les corps du diable. Philosophes et sorciÈres à la Renaissance. L. Scheer, Paris 2004, ISBN 2-84938-012-1.
- Charles Liblau: Les kapos d’Auschwitz. Édition Syllepse, Paris 2005, ISBN 2-84950-034-8.
- Daniel Bensaïd: Walter Benjamin. Sentinelle messianique, à la gauche du possible. Les Prairies Ordinaires, Paris 2010, ISBN 978-2-35096-043-2.

### Als Herausgeber
- Le totalitarisme. Le XXe siècle en débat (= Points. Bd. 442). Seuil, Paris 2001, ISBN 2-02-037857-4.

## Rezensionen
- Manfred Behrend: Marxismus, „destruktive Aufklärung“ und Shoa. Rezension zu: Enzo Traverso: Nach Auschwitz. Die Linke und die Aufarbeitung des NS-Völkermords.
- Fabian Kettner: Die Zeugen der Anklage. Traditionslinien in Enzo Traversos Gesellschaftskritik. Rezension zu: Enzo Traverso: Nach Auschwitz.
- Hans-Christof Kraus: Enzo Traverso: „Im Bann der Gewalt. Der europäische Bürgerkrieg 1914–1945“. München 2008, in: Frankfurter Allgemeine Zeitung, 27. Dezember 2008, S. 7.
- Ernst Piper: Das kurze Jahrhundert der Gewalt. Rezension zu: Enzo Traverso: Im Bann der Gewalt. Der europäische Bürgerkrieg 1914–1945 (aufgerufen am 2. Mai 2010).
- Michael Wildt: E. Traverso: Der europäische Bürgerkrieg 1914–1945. Rezension zu: Enzo Traverso: Im Bann der Gewalt. Der europäische Bürgerkrieg 1914–1945.